# プリごろ太
プリごろ太（ぷりごろた）は、二ノ宮知子の漫画『のだめカンタービレ』内に登場する、架空のアニメ作品。『のだめカンタービレ』の主人公ののだめこと野田恵が、熱狂的なファンとして知られている。

## 『のだめカンタービレ』での扱い
作者はハラヒロシ（実在の同名のウェブディレクターとは無関係）で、『月刊コミックポンポン』（『コミックボンボン』ではない）で連載中という設定になっている。のだめが生まれる前から連載が続いている、長寿作品である。
アニメは日本国内はもとより、日本国外で放映もされている人気作品。フランス語版タイトルは "Prilin et Gorota PRIGOROTA"。指人形やチョコレート、パペットなど、グッズも多数販売されている。
子供向けフィクションなのだが、「魔法で偽札を作って旅行したら騒動になった」「宇宙旅行で危機に瀕した仲間を見捨てようとした」など、シュールでブラックな内容の話もある。

## アニメ化
『のだめカンタービレ』が2006年にテレビドラマ化されたことに伴い、ドラマ第4話において劇中劇としてアニメ化され、劇場版の形で登場した。劇場版タイトル名は「プリごろ太 宇宙の友情大冒険」。その後アニメ版にも登場しており、アニメ版DVDの映像特典として完全版が制作・収録されることになっている。

## 主な登場人物
プリリン
声：川上とも子 / 矢作紗友里（のだめカンタービレ 巴里編）
宇宙から来た妖精。『ドラえもん』でいうところのドラえもん。なんとなく地球にやってきて、蜂に襲われそうになったところを　助けてくれたごろ太と一緒に暮らしている。ごろ太たちを定員オーバーの宇宙船（声：小野涼子）で平気な顔をして宇宙旅行に連れていったりと、多少いい加減な性格をしている。
ごろ太
声：工藤晴香 / 戸松遥（のだめカンタービレ 巴里編）
いつもごろごろしてやる気の無い主人公。『ドラえもん』でいうところののび太。たまにやる気を見せるが、たいていプリリンの魔法で楽をしている。プリリンに見せられた未来の中で、リオナとカズオが結婚しているのを知って愕然、プリリンに抗議する（ドラえもん原作第1話を彷彿とさせる）。パペットにもなっており、作中ではのだめが用いて腹話術をすることがある。作中では千秋らに投げつけられたりと、ぞんざいな扱いを受けている。
カズオ
声：芝原チヤコ
ごろ太の友達。町長の息子。圧政で人々を苦しめる父に似てガキ大将。『ドラえもん』でいうところのジャイアン。あまりの暴虐ぶりに、映画版では死にかけたのに見捨てられる場面も。服にはイニシャルの「K」が描かれている。ごろ太同様、パペットにもなっている。
のだめは、Sオケの練習中にキレてしまった千秋をカズオに例えることで千秋の暴走を止めた。
マイケル
声：大山鎬則
ごろ太の友達。『ドラえもん』でいうところのスネ夫。アメリカ人の父を持つが、本人は英語が話せない。眼鏡をかけた坊ちゃん。
リオナ
声：釘宮理恵 / 豊崎愛生（のだめカンタービレ 巴里編）
ごろ太のクラスの美少女で、アイドル的存在。『ドラえもん』でいうところのしずか。本物のアイドルになることを目指している。プリリンが見せた未来ではカズオの妻になっているが、本人はまんざらでもない様子。
パパ
声：最上嗣生
ごろ太のパパ。『ドラえもん』でいうところの野比のび助。課長。洗濯物と一緒に物干竿に吊るされてしまう。
ママ
声：小野涼子
ごろ太のママ。『ドラえもん』でいうところの野比玉子。主婦。鎌を持った姿がフィギュアになっていたり、夫を服ごと吊るすなど、剛胆さが窺える。
カリー
声：吉野裕行
地球出身の地元妖精。よそ者のプリリンには冷たい。なぜかプリリンを差し置いて指人形になっている。

## 劇場版スタッフ
- 脚本・絵コンテ・監督：カサヰケンイチ
- キャラクターデザイン・演出・作画監督：音地正行
- アニメーション制作：GENCO/J.C.STAFF
- 映像提供：のだめカンタービレ アニメ制作委員会
- 主題歌『プリごろ太マーチ』

作詞・作曲：カースィ＝ケニーチェ、編曲：大川茂伸
歌：ごろ太（工藤晴香）、プリリン（川上とも子）、カズオ（芝原チヤコ）、リオナ（釘宮理恵）、マイケル（大山鎬則）

## 主な道具
宇宙アメ
飲むことによって宇宙空間で過ごせるアメ。効果は1時間で1個単位。金平糖の形をしている。食べてから1時間経過するまでに新しいアメを食べなかった場合、死んでしまう。
また、これによく似た秘密道具がドラえもんに出ている。

## ドラえもんとの関連
この作品は、道具を出すプリリン、いじめられっ子のごろ太、いじめっ子のカズオなどの登場人物が出てくることから、『ドラえもん』をモチーフにした作品であるといわれている。これについて作者の二ノ宮も「プリごろ太はどす黒いド○○もんみたいな話」と『ダ・ヴィンチ』2005年4月号で語っている。